# Scleromystax
Scleromystax es un género de peces de la familia Callichthyidae en el orden Siluriformes. Sus especies habitan en el centro-este de América del Sur.

## Morfología
El género Schleromystax suele presentar especies con alto dimorfismo sexual, donde los machos han desarrollado odontoides insertados en las papilas carnosas en la región preopércular y opercular, y sus aletas dorsales y pectorales son de 2 a 3 veces más largas que las de las hembras. Además, los machos adultos son más intensamente coloreados, sobre todo alrededor de la cabeza. Scleromystax salmacis es una excepción, ya que su dimorfismo sexual es sutil y no notable. En Scleromystax barbatus las aletas dorsal y pectoral de los machos alcanzan, o casi alcanzan, el pedúnculo caudal, y los bien desarrollados odontoides, se insertan en el tejido carnoso sobre una gran superficie de los lados del hocico en los machos. Aunque Scleromystax macropterus  puede tener las aletas dorsal y pectoral proporcionalmente más grandes que las de S. barbatus, los odontoides en los lados del hocico son mucho más pequeños, dispersos, y cubren un área menor. Las diferencias más notables entre S. barbatus y S. macropterus corresponden a los machos jóvenes, reconocidos como tales por las papilas genitales lanceoladas.

## Hábitat

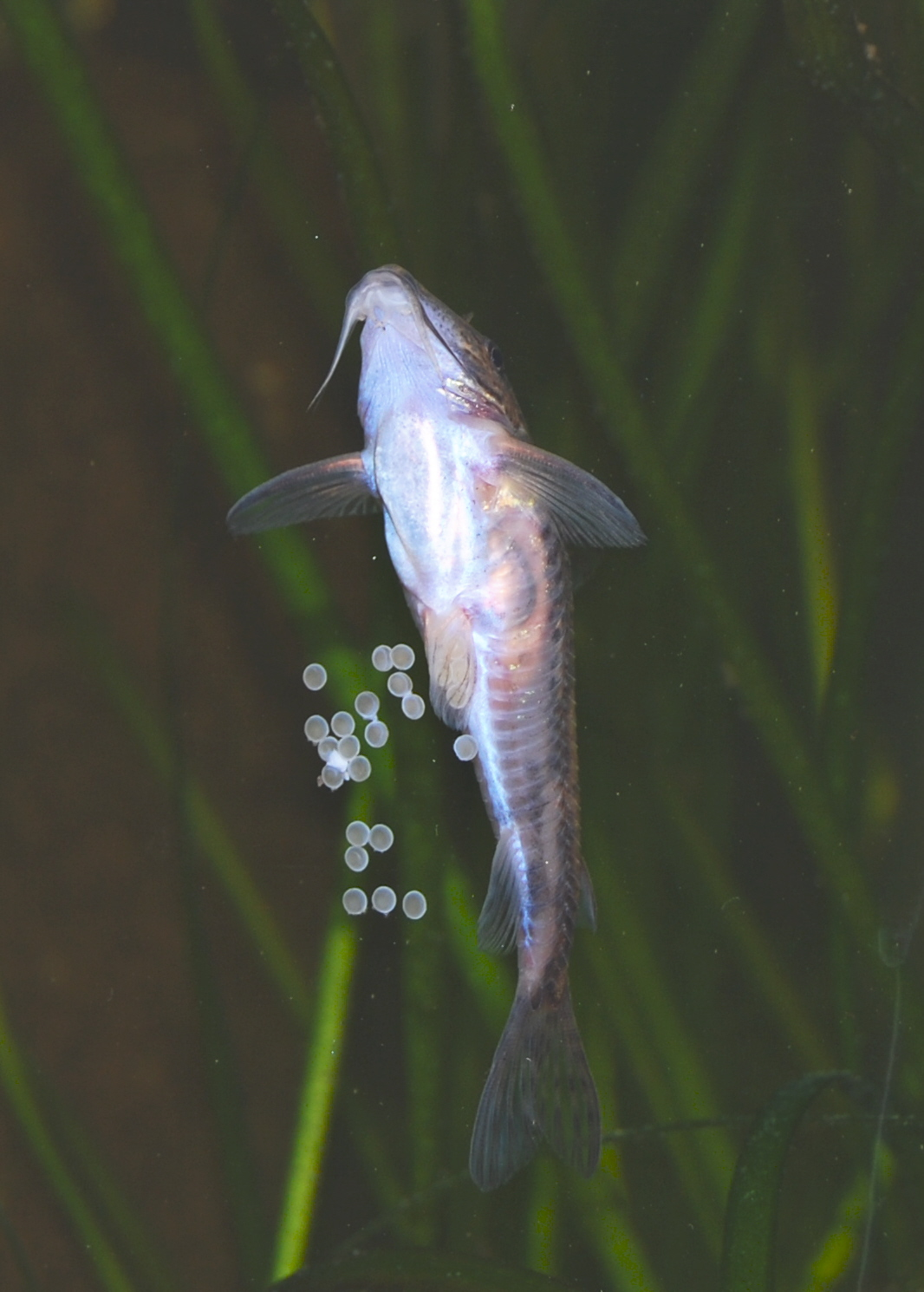
En acuarios, las hembras de Scleromystax barbatus colocan sus huevos adheridos a uno de los cristales.

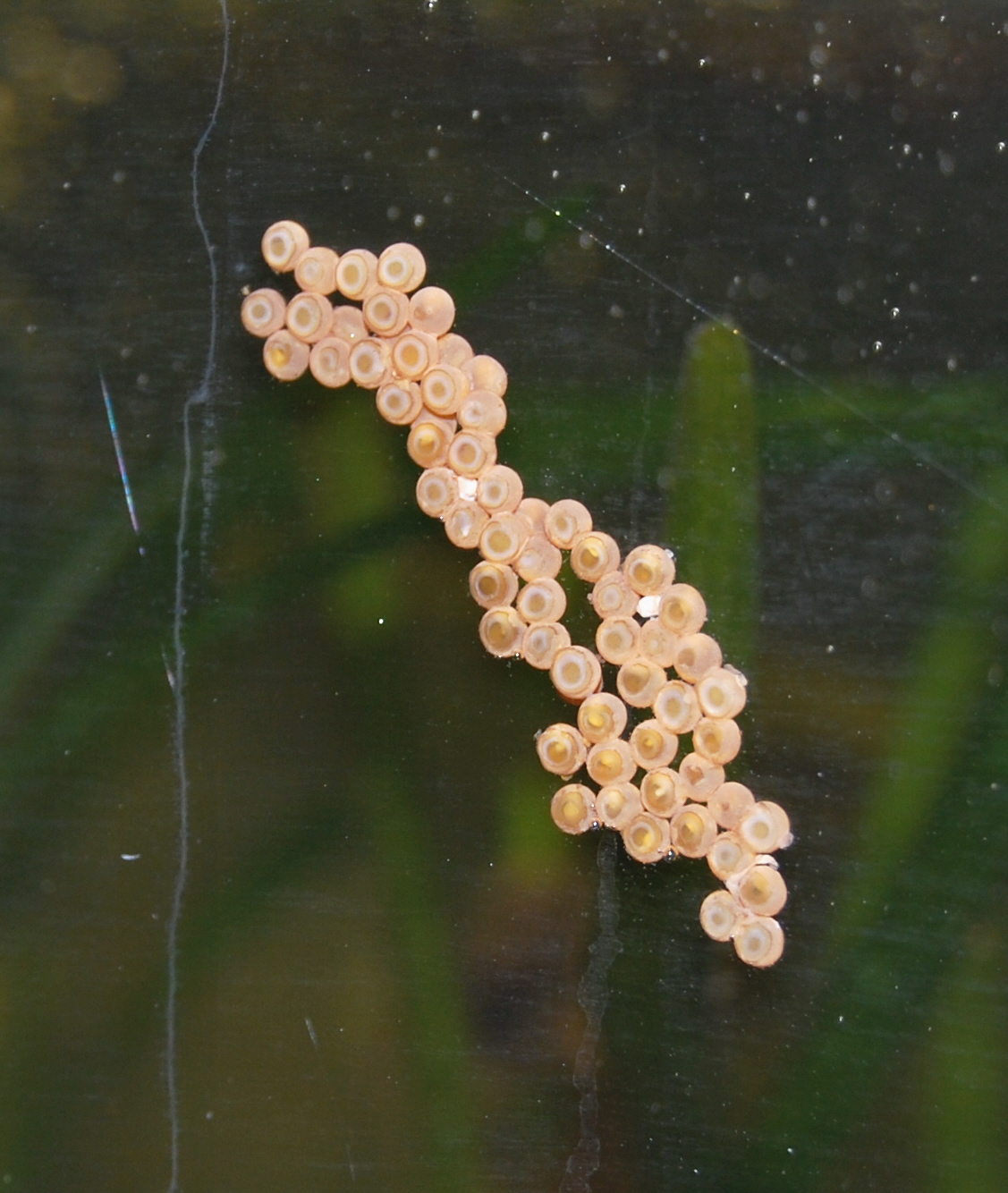
Detalle de los huevos de Scleromystax barbatus adheridos a uno de los cristales de un acuario.

Sus especies habitan en cursos fluviales tropicales y subtropicales de agua dulce.

## Distribución geográfica
Las especies de Scleromystax son endémicas de pequeños afluentes de cuencas fluviales costeras que drenan sectores orientales de las regiones del sudeste y sur del Brasil, desde los estados de Bahía y Minas Gerais, pasando por los de Espírito Santo, Río de Janeiro,  São Paulo, y  Paraná, hasta el de Santa Catarina. También se presenta el género en  algunos afluentes del alto río Paraná.

## Taxonomía
Las especies de Scleromystax se clasificaron previamente dentro del género Corydoras. Sin embargo, los especialistas creen que están más estrechamente relacionadas con Aspidoras, con quien formarían una tribu llamada Aspidoradini.  A pesar de que la monofilia de Scleromystax se ha demostrado, las relaciones filogenéticas entre las especies aún sigue siendo oscuras. Además, el estatus taxonómico de las especies sólo fue resuelto parcialmente. 

### Especies
Este género generalmente se subdivide en 4 a 5 especies:
- Scleromystax barbatus (Quoy & Gaimard, 1824) (sinónimo: Scleromystax kronei (Ribeiro, 1907))
- Scleromystax macropterus (Regan, 1913)
- Scleromystax prionotos (Nijssen & Isbrücker, 1980)
- Scleromystax salmacis Britto & R. E. dos Reis, 2005

Una quinta especie suele aún ser incluida en el género Corydoras: 
- Scleromystax lacerdai (Hieronimus, 1995) (sinónimo: Corydoras lacerdai)